# Giải vô địch bóng đá nữ U-19 châu Âu 2013
Giải vô địch bóng đá nữ U-19 châu Âu 2013 diễn ra tại Wales từ ngày 19 tháng 8 đến 31 tháng 8 năm 2013.

## Vòng bảng

### Bảng A
| Đội      | Tr | T | H | B | BT | BB | HS | Đ |
| -------- | -- | - | - | - | -- | -- | -- | - |
| Anh      | 3  | 2 | 1 | 0 | 6  | 0  | +6 | 7 |
| Pháp     | 3  | 2 | 1 | 0 | 6  | 1  | +5 | 7 |
| Đan Mạch | 3  | 1 | 0 | 2 | 2  | 6  | −4 | 3 |
| Wales    | 3  | 0 | 0 | 3 | 0  | 7  | −7 | 0 |

| Wales | 0–1      | Đan Mạch     |
| ----- | -------- | ------------ |
|       | Chi tiết | Frandsen 61' |

| Anh | 0–0      | Pháp |
| --- | -------- | ---- |
|     | Chi tiết |      |

| Wales | 0–3      | Anh                                |
| ----- | -------- | ---------------------------------- |
|       | Chi tiết | Lawley 63' · Parris 83' · Mead 89' |

| Đan Mạch            | 1–3      | Pháp                                     |
| ------------------- | -------- | ---------------------------------------- |
| Frandsen 8' (ph.đ.) | Chi tiết | Declercq 10' · Toletti 17' · Lavogez 26' |

| Pháp                            | 3–0      | Wales |
| ------------------------------- | -------- | ----- |
| Toletti 28' · Le Bihan 35', 47' | Chi tiết |       |

| Đan Mạch | 0–3      | Anh                                           |
| -------- | -------- | --------------------------------------------- |
|          | Chi tiết | Williams 34' (ph.đ.) · Parris 85' · Zelem 90' |

### Bảng B
| Đội       | Tr | T | H | B | BT | BB | HS | Đ |
| --------- | -- | - | - | - | -- | -- | -- | - |
| Đức       | 3  | 2 | 1 | 0 | 8  | 1  | +7 | 7 |
| Phần Lan  | 3  | 1 | 2 | 0 | 3  | 2  | +1 | 5 |
| Na Uy     | 3  | 1 | 0 | 2 | 5  | 6  | −1 | 3 |
| Thụy Điển | 3  | 0 | 1 | 2 | 1  | 8  | −7 | 1 |

| Thụy Điển  | 1–1      | Phần Lan   |
| ---------- | -------- | ---------- |
| Banušić 4' | Chi tiết | Kemppi 60' |

| Đức                                      | 5–0      | Na Uy |
| ---------------------------------------- | -------- | ----- |
| Dallmann 12', 15' · Bremer 21', 39', 43' | Chi tiết |       |

| Thụy Điển | 0–2      | Đức             |
| --------- | -------- | --------------- |
|           | Chi tiết | Bremer 59', 84' |

| Phần Lan   | 1–0      | Na Uy |
| ---------- | -------- | ----- |
| Engman 78' | Chi tiết |       |

| Na Uy                                                            | 5–0      | Thụy Điển |
| ---------------------------------------------------------------- | -------- | --------- |
| Jensen 41', 51' · Eikeland 48' · Tomter 69' · Skinnes Hansen 87' | Chi tiết |           |

| Phần Lan   | 1–1      | Đức        |
| ---------- | -------- | ---------- |
| Kemppi 48' | Chi tiết | Tietge 20' |

## Vòng đấu loại trực tiếp
|  | Bán kết                 | Bán kết       |   |  | Chung kết             | Chung kết |  |
|  |                         |               |   |  |                       |           |  |
|  | 28 tháng 8 - Carmarthen |               |   |  |                       |           |  |
|  | Anh                     | 4             |   |  |                       |           |  |
|  | Phần Lan                | 0             |   |  |                       |           |  |
|  |                         |               |   |  |                       |           |  |
|  |                         |               |   |  | 31 tháng 8 - Llanelli |           |  |
|  |                         |               |   |  | Anh                   | 0         |  |
|  |                         | Pháp (s.h.p.) | 2 |  |                       |           |  |
|  |                         |               |   |  |                       |           |  |
|  |                         |               |   |  |                       |           |  |
|  |                         |               |   |  |                       |           |  |
|  | 28 tháng 8 - Llanelli   |               |   |  |                       |           |  |
|  | Đức                     | 1             |   |  |                       |           |  |
|  | Pháp                    | 2             |   |  |                       |           |  |

### Bán kết
| Đức                  | 1–2      | Pháp           |
| -------------------- | -------- | -------------- |
| Bremer 90+3' (ph.đ.) | Chi tiết | Diani 62', 64' |

| Anh                                                  | 4–0      | Phần Lan |
| ---------------------------------------------------- | -------- | -------- |
| Mead 15', 40' · Williams 34' (ph.đ.) · Sigsworth 66' | Chi tiết |          |

### Chung kết
| Anh | 0–2 (s.h.p.) | Pháp                      |
| --- | ------------ | ------------------------- |
|     | Chi tiết     | Toletti 95' · Diallo 114' |

| Vô địch U-19 nữ châu Âu 2013 |
| ---------------------------- |
| · Pháp · Lần thứ ba          |